# Paeonia lactiflora
Paeonia lactiflora, manchmal Milchweiße Pfingstrose oder Chinesische Pfingstrose genannt, ist eine Pflanzenart innerhalb der Familie Pfingstrosengewächse (Paeoniaceae). Beheimatet ist sie in Zentral- und Ostasien, von Südsibirien, Mongolei, Tibet über Nordchina bis in den russischen Fernen Osten sowie Korea. Sie wird mit vielen Sorten, auch Edel-Pfingstrose genannt, als Zierpflanze verwendet.

## Beschreibung
Die Art Paeonia lactiflora unterscheidet sich von vielen anderen Arten der Gattung dadurch, dass sie einen diploiden Chromosomensatz trägt und neben einer terminalen Blüte auch Seitenknospen hat.

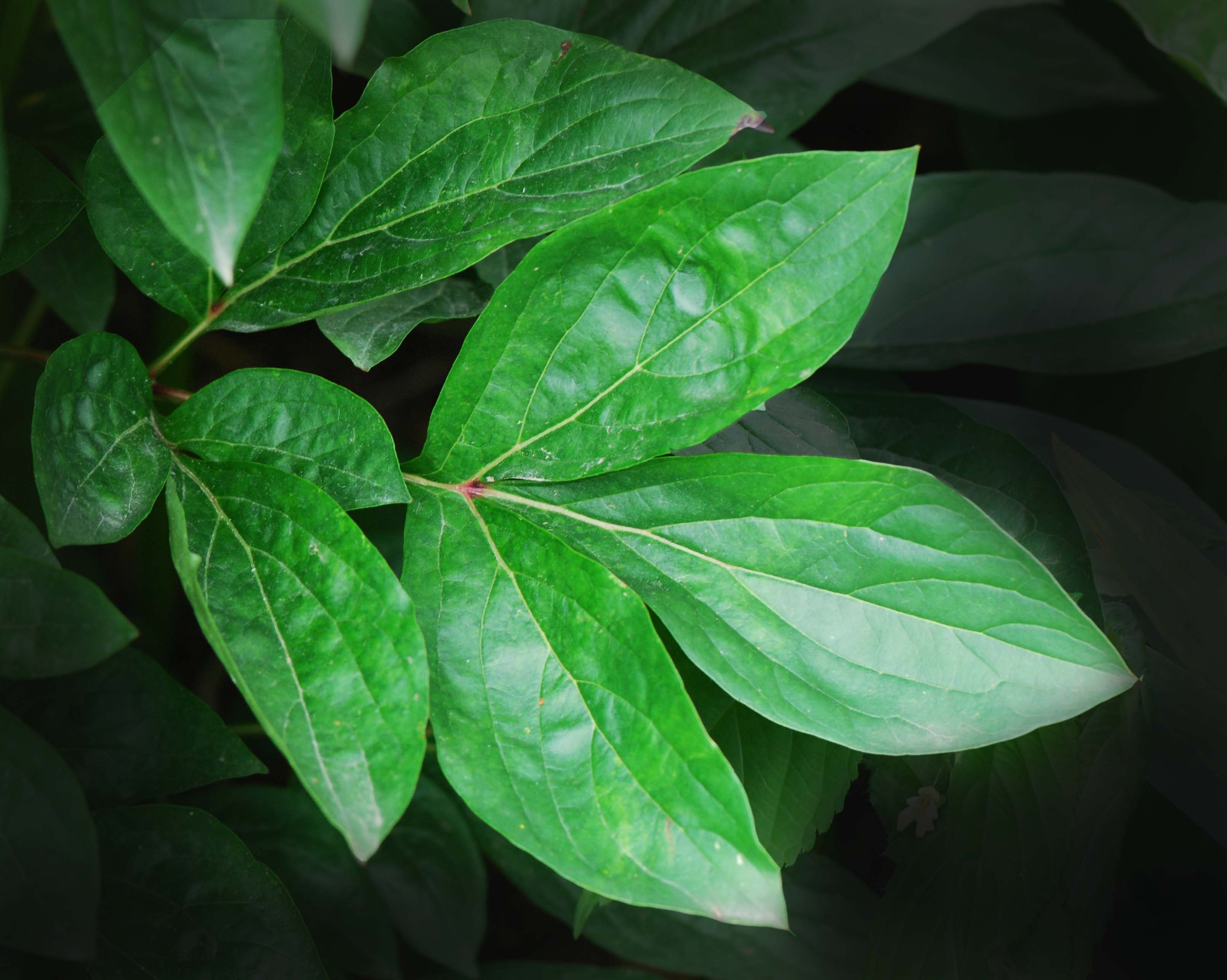
Laubblatt

### Vegetative Merkmale
Paeonia lactiflora wächst als ausdauernde krautige Pflanze und erreicht Wuchshöhen von 50 bis 60 cm. Der Stängel ist kahl und von heller grüner Farbe mit roten Anflug.
Die unteren Laubblätter sind doppelt dreizählig (biternat). Die Blattspreite ist ungeteilt, selten gelappt, elliptisch bis lanzettlich mit keilförmigen Grund und spitzem bis zugespitztem, seltener gerundetem oder bespitztem oberen Ende. Die Blattränder sind gesägt mit kleinen knorpeligen Zähnen. Die Blattoberseite ist dunkelgrün sowie kahl mit Ausnahme von Härchen an den Blattadern und die Blattunterseite ist kahl oder mit kurzen Härchen an den Blattadern.

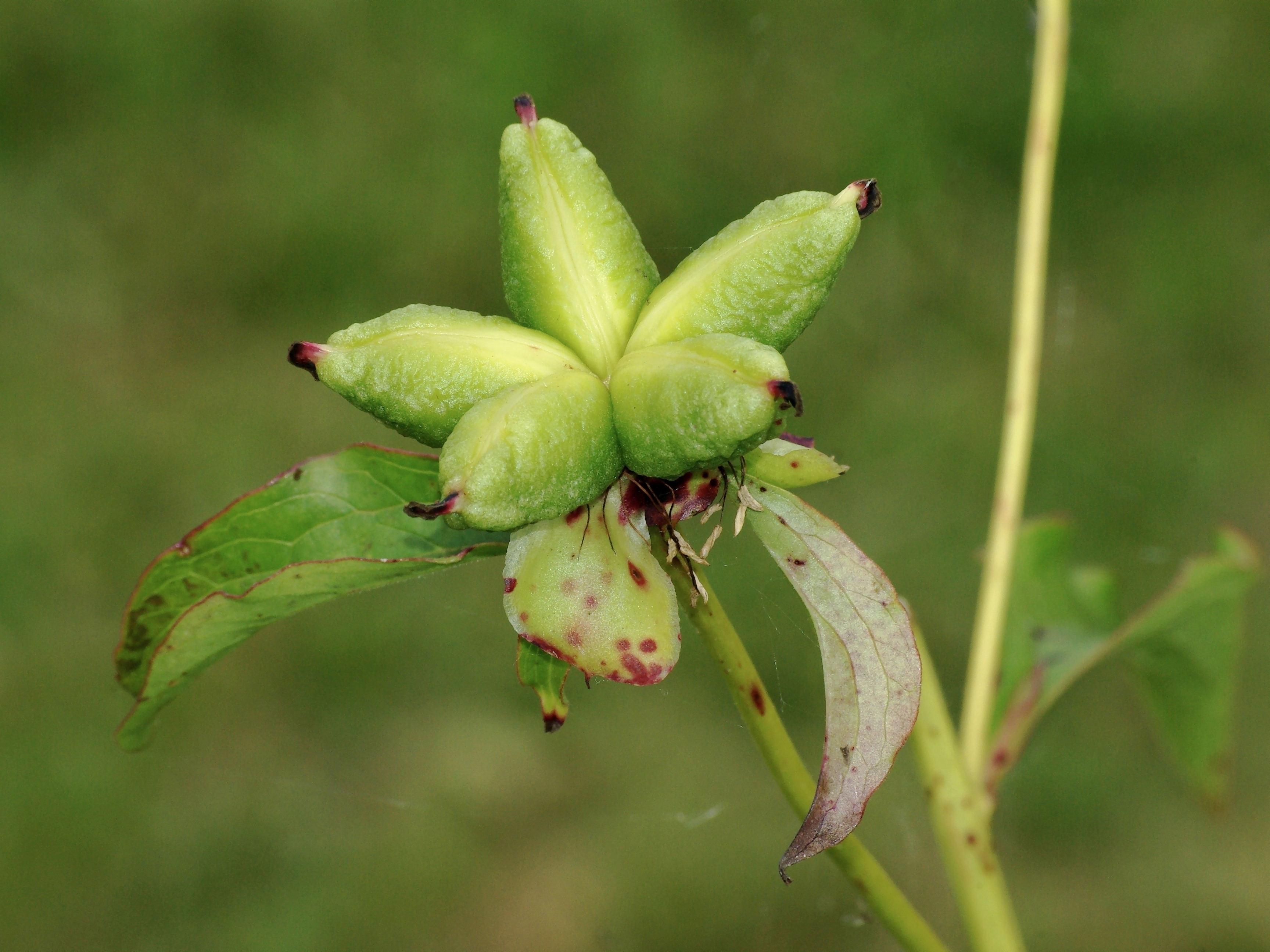
Unreife Balgfrüchte

### Generative Merkmale
Jeder Stängel trägt zwei oder mehrere Blüten. Die angenehm süß duftenden, zwittrigen Blüten sind radiärsymmetrisch mit einem Durchmesser von 6 bis 7 cm. Die weißen Kronblätter sind verkehrt-eiförmig und messen 3 bis 4 (bis 5 cm) in der Länge und 2 bis 3 cm in der Breite. Sie sind bei Wildformen weiß oder kräftig rosa (pink). Die vielen Staubblätter sind 1,5 cm lang. Die Staubfäden und Staubbeutel sind gelb. Es sind vier bis fünf freie, kahle Fruchtblätter vorhanden.
Es werden Balgfrüchte gebildet.

### Chromosomenzahl
Die Chromosomenzahl beträgt 2n = 10.

## Vorkommen

### Verbreitung
Das ostasiatische Verbreitungsgebiet Paeonia lactiflora reicht im Westen von Baikalien bis Ussurien am Pazifik im Osten, sowie von Südsibirien (Daurien, auch Transbaikal-Region genannt) bis Tibet. In China kommt Paeonia lactiflora in der Inneren Mongolei, der Mandschurei sowie am Wutai Shan in Shanxi vor. Paeonia lactiflora ist auch in Nordkorea und der Mongolei verbreitet.

### Standorte und Pflanzensoziologie
Standorte und Ökologie der Milchweißen Päonie wurden in der Sowjetunion durch Alexander M. Zarubin und T. I. Bykova 1988 näher beschrieben. Danach ist Paeonia lactiflora in Steppen und Waldsteppen verbreitet. Standorte sind offene steinige Böschungen, Trockenrasen auf Flussterrassen, an Waldlichtungen, lichten Waldrändern, in Strauchgruppen, in breiten Flusstälern und den Böschungen von Flussufern. Sie sind hier pflanzensoziologische Bestandteile vieler gemischter Pflanzengesellschaften.
Im Hinterbaikalgebiet werden auch echte Päonien-Steppen vorgefunden. Sie sind im südöstlichen Daurien aus einem Gebiet hinter dem Klitschkinskij-Gebirge, östlich des Ortes Dono beschrieben worden. Diese Päonien-Steppen werden an Gebirgshängen und in Schluchten an unterschiedlichen Exposition und verschieden steilen Böschungen gefunden. Standorte sind dabei nur flache oder wenig-hügelige Habitate. Begleitende Gräser sind an diesen Standorten mittelhoch und mäßig geschlossen. Als Böden werden steinige, wenig humuse schwarze Rendzinen, seltener dunkel-braune Waldböden oder Steppenböden besiedelt.
In den Päonien-Steppen dominiert Paeonia lactiflora mit einer Stetigkeit von 200 bis 300 Exemplare auf 100 m². Dabei sind die Päonien mit Deckungsgraden von 20 bis 40 % die charakteristischen Kennarten der Päonien-Steppe. Daneben sind Stipa baicalensis, Koeleria cristata, Leymus chinensis, Poa attenuata dominant. Zusätzlich noch Scabiosa comosa, Lilium pumilum, Iris dichotoma, Scutellaria baicalensis, Veronica dahurica, Bupleurum scorzonerifolium, Galium verum, Dianthus versicolor, Dictamnus dasycarpus, Platycodon grandiflorus, Schizonepeta multifida, Trigonella ruthenica, Sanguisorba officinalis, Serratula centauroides, Trifolium lupinaster, Potentilla tanacetifolia, Filifolium sibiricum.
Peonia lactiflora tritt auch als Bestandteil weiterer Steppen-Typen (Tanacetum, Stipa u. a.) auf.
Durch starke Beweidung sterben Päonienhorste aber mit der Zeit ab.

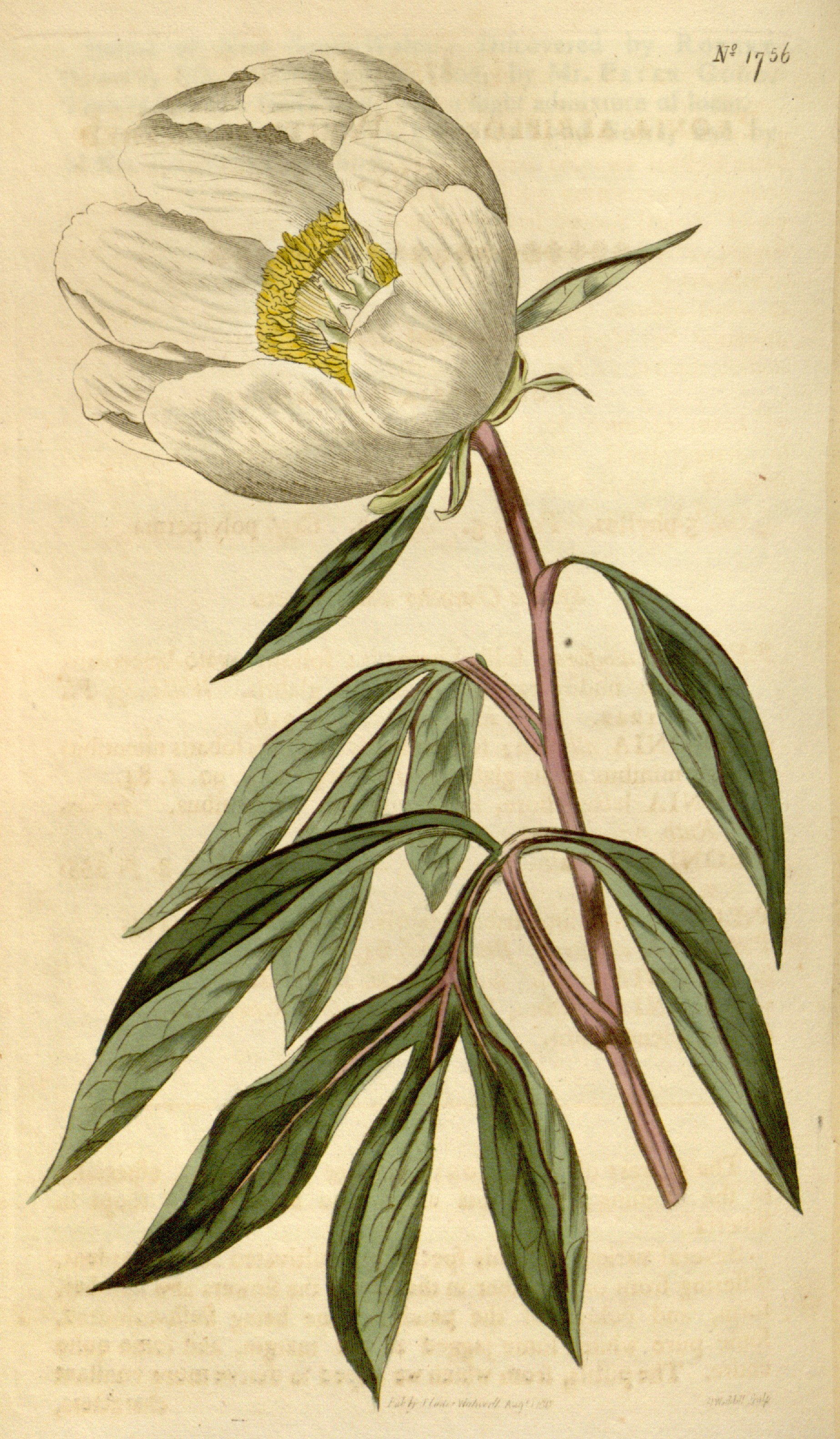
Illustration aus Curtis's Botanical Magazine. Band 42

## Systematik
In ihrem Verbreitungsgebiet werden aktuell keine Unterarten ausgeschieden.
1776 hatte Peter Simon Pallas diese Pfingstrose als Paeonia lactiflora mit zugehörigem Protolog (Erstnennung) im Dritten Band der Reise durch verschiedene Provinzen des Russischen Reichs gültig aufgeführt. Pallas hatte diese Pflanzenart am 6./7. Juli 1772 in den Gebirgen um den Baikalsee und im Einzugsgebiet der Selenga aufgesammelt. Er notierte im Protolog zu Paeonia lacteo flore (sic): Eine durch ihre Blumen und Blätter genugsam von den gemeinen Päonien unterschiedene Art.
Pallas stellte später aber zugleich eine ungültige Synonymie in der Aufstellung eines neuen Epithets zu Paeonia albiflora auf, die 1788 in seiner Flora Russlands veröffentlicht wurde. Danach wurde Pallas’ irrtümliche Synonymie sowohl von Henry Charles Andrews als auch Aimé Bonpland als wissenschaftlicher Name der Art fortgeführt. Der gültige akzeptierte wissenschaftliche Name ist aber die Erstnennung im Protolog 1776.    
In der klassischen Bearbeitung der Gattung Paeonia durch Stern 1946 stellte dieser Paeonia lactiflora in die Sektion Paeon, Subsektion Foliolatae in die Gruppe lactiflorae. In der neuesten Revision zu Paeonia hat Hong De-Yuan 2010 Paeonia lactiflora und ihre nächstverwandten Arten Paeonia emodi Wall. ex Royle, Paeonia sterniana H.R.Fletcher und Paeonia anomala L. mit der Unterart Paoniea anomala subsp. veitchii D.Y. Hong & K.Y. Pan zur Sektion III. Paeonia in die Subsektion Albiflorae (Salm-Dyck) D.Y. Hong gestellt.

## Geschichte als Zierpflanze und Sortenvielfalt

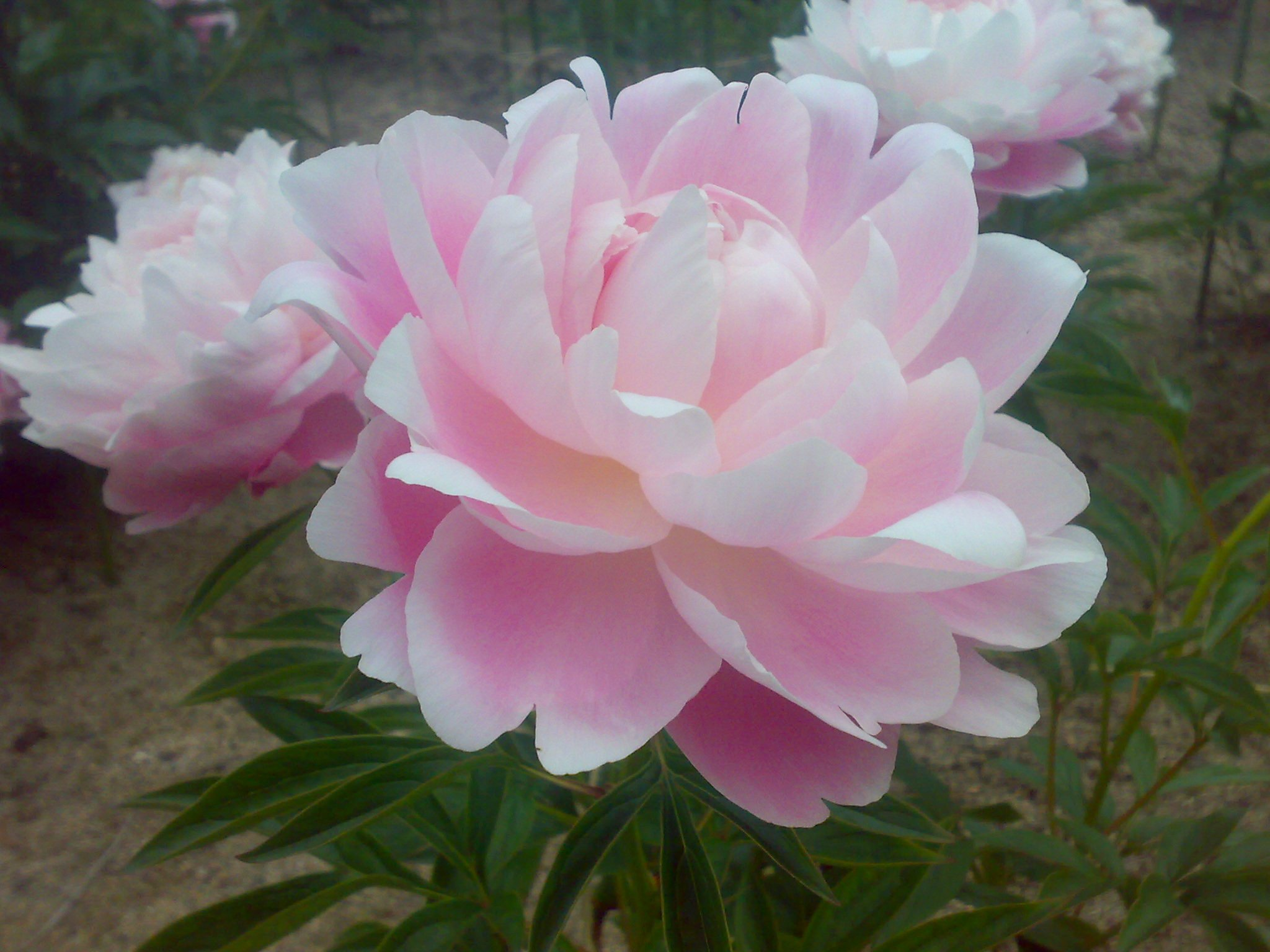
Die Sorte 'Mrs. F.D.Roosevelt' wurde von Franklin 1933 gezüchtet. Sie ist durch die regelmäßigen Petalen, die charakteristische Schalenform sowie ihr reines Lachsrosa eine der schönsten aktuellen Sorten von Paeonia lactiflora.

Die Wildart wurde Anfang des 19. Jahrhunderts in Europa von Abraham Hume (1810) und Whiley (1808) eingeführt. Paeonia lactiflora ist heute aufgrund ihrer auffälligen, oftmals gefüllt blühenden Sorten die bedeutendste gärtnerische Pfingstrose.
Paeonia lactiflora hat seit Jahrtausenden eine Verwendung als Nutz- und Zierpflanze in Ostasien erfahren. Erste Zeugnisse über die Verwendung als Zierpflanze wurden in China für das erste Jahrhundert belegt und 536 wurden hier schon mehrere Kultivare unterschieden.
Die ersten gärtnerischen Kultivare der Edelpäonie als Geschenke des Chinesischen Kaisers an Napoleon kamen zu Beginn des Ersten Kaiserreichs nach Europa. Aus der Förderung Joséphines und aus den Nachkommen der Pflanzen ihrer Päoniensammlung im Garten des Schlosses Malmaison wurden diese bald in Frankreich und nachfolgend in ganz Europa populär gemacht.
Von der Milchweißen Pfingstrose stammen die meisten heutigen modernen Gartenvarietäten der Pfingstrosen ab (Ausnahme sind die Bauernpfingstrosen, die Sorten der Gemeinen Pfingstrose sind).
Die mehreren hundert selektierten Kultivare sind durch ihre Blütenform, Größe, Farbe und Blühzeit unterschieden. Viele Sorten sind doppelt gefüllt; bei diesen sind die Staubblätter zu zusätzlichen Kronblättern umgeformt.
Seit einigen Jahrzehnten werden auch Hybride mit anderen Arten gezüchtet, sie haben im Vergleich zu den Sorten von Paeonia lactiflora aber immer einen früheren Blühzeitpunkt, besitzen nur sehr selten gefüllte Blüten, haben keinen Duft, sind oft behaart (Stängel, Blätter, Fruchtblätter) und unterscheiden sich in der Blattform, der Fiederteilung der unteren Blätter und ganz allgemein im Glanz des Laubes (mit Ausnahme von Hybriden die mit Paeonia peregirna gekreuzt wurden) aber deutlich von Laktiflora-Sorten.

## Kultivare
Übersicht über einige bedeutende gefüllte Edelpfingstrosen und ihre Einführung
| Sorte                                       | Jahr | Farbe | Duft                    | Bemerkung | Foto |
| ------------------------------------------- | ---- | --- | ----------------------- | --- | ---- |
| 'Amabilis'                                  | 1856 | Große, etwas zerzauste Blüte, gleichmäßiges, zartkarmin getöntes Rosa | nicht duftend           | mittelfrüh, mittelhoch; Züchter Calot |      |
| 'Albert Crousse'                            | 1893 | Sehr große, kugelförmige Blüte, strahlend rosa, im Zentrum creme- und fleischfarben getönt mit zart malvenfarbigem Schein                                                                       | nicht duftend           | Aufgeblüht gleicht sie einer Rose. Sehr reichblühend, hoch, spätblühend, Züchter Crousse                                                                             |      |
| 'Catharina Fontijn' (syn. 'Katryn Fonteyn') | 1952 | sehr große Blüte, sehr helles blass-fleischfarbiges rosa mit einigen roten Punkten am Petalenrand und in der Blütenmitte gelb reflektierend. Wird beim Älterwerden weißlich                     | duftend                 | mittelfrüh, hoch; Züchter an der Valk |      |
| 'Duchesse de Nemours'                       | 1856 | Sehr schöne schalenförmige Blüte, weiß, schwefelgelb getönt mit grünlichem Schein | duftend                 | Sehr reichblühende Pflanze mit geraden festen Stielen blüht sehr lange. Früh bis mittelfrüh, mittelhoch; Züchter Calot                                               |      |
| 'Edulis Superba'                            | 1824 | Große, sehr schön ausgebildete Blüten mit leuchtend rosa, malvenfarben getönten Petalen, die mit silbern reflektierenden Petalen mit weißlichen Basisflecken gemischt sind                      | sehr angenehm duftend   | früh blühend, hoch; Züchter Lemon |      |
| 'Felix Crousse'                             | 1881 | Sehr große kugelförmige Blüte von auffallendem Rot, in der Mitte rubinrot | praktisch nicht duftend | Alte Sorte mit schönem Habitus, sehr reich blühend mit festen Stielen, ziemlich spät, mittelhoch; Züchter Lemon                                                      |      |
| 'General Mac Mahon'                         | 1867 | sehr große tiefrote Blüte |                         | Züchter Calot |      |
| 'Gilbert Barthelot'                         | 1931 | Rosa mit malvenfarbenem Widerschein, elegant geformte Blüte, die ihre Farbe auch unter Sonneneinwirkung behält                                                                                  | nicht duftend           | Gerade, feste Stiele, mittelfrüh, mittelhoch; Züchter Doriat |      |
| 'Karl Rosenfield'                           | 1908 | Sehr leuchtende, bläulich reflektierende karminrote Blüte. Äußere Petalen breit und gewellt, innere Petalen einwärts gebogen und geschlitzt                                                     | nicht duftend           | mittelfrüh, mittelhoch; Züchter Rosenfield |      |
| 'Lady Alexandra Duff'                       | 1902 | Zunächst gefüllt, später halbgefüllt. Große, rosagetönte weiße Blüten, aber mehr rosa als weiß. Die lockeren, unregelmäßig angeordneten Petalen im Zentrum sind mit den Staubblättern vermischt | nicht duftend           | Mittelfrüh, mittelhoch; Züchter Kelway |      |
| 'Mme Emile Gallé'                           | 1881 | Große, schalenförmige Blüten mit dachziegelartig angeordneten Petalen. Zartlila, Zentrum gelblichweiß, sehr frische Farbe                                                                       | Rosenduft               | relativ spät, mittelhoch; Züchter Crousse |      |
| 'Sarah Bernhardt'                           | 1906 | Kragen aus breiten, silbrig rosafarbenen Petalen. Mitte etwas höher, rosa, zartlachsfarben getönt                                                                                               | Angenehmer Duft         | spät, hoch, sehr reich blühende Pflanze von großem Zierwert und festen Stilen. Auch als Schnittblume geschätzt. Eine der schönsten gefüllten Sorten; Züchter Lemoine |      |
| 'Shirley Temple'                            |      | Fleischfarben zartrosa, verfärbt sich reinweiß, mit reflektierendem gelben Zentrum. Manchmal rot gezeichnet                                                                                     | nicht duftend           | früh, mittelhoch, üppige, volle Blüte |      |
| 'Victoire de la Marne'                      | 1915 | Purpurrot mit sehr brillanten Rändern | Mäßig angenehmer Duft   | mittelfrüh, mittelhoch, starkwachsend und sehr reichblühend; Züchter Dessert                                                                                         |      |

## Hybriden

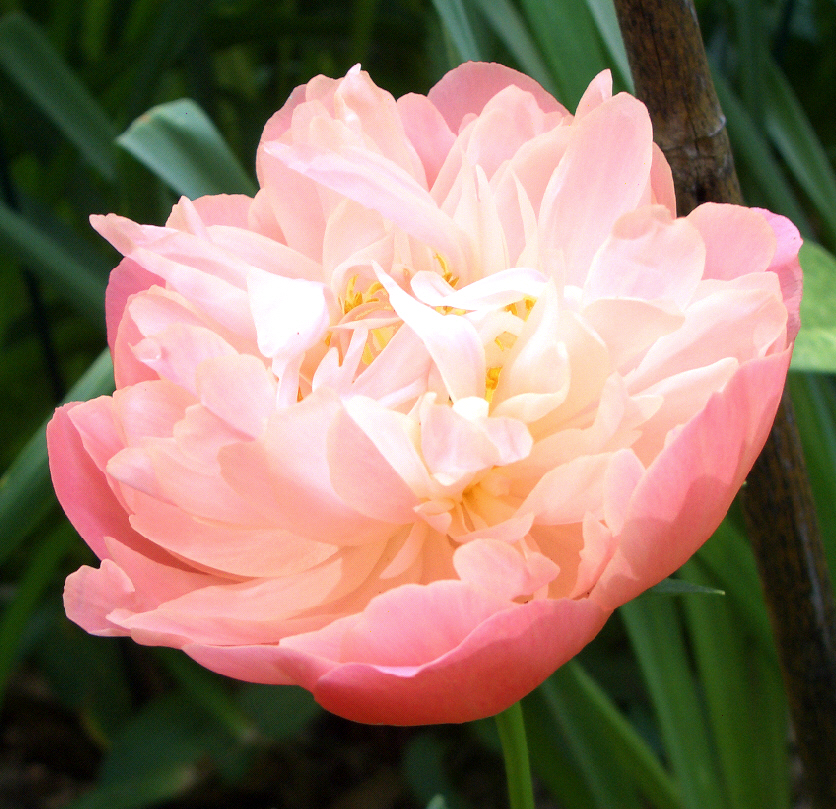
'Pink Hawaiian Coral' ist eine Hybride einer Sorte von Paeonia lactiflora × Paeonia peregrina.

Arthybriden von Wildpäonien mit Paeonia lactiflora werden von Päonienzüchtern verwendet, um neue Farbvariationen und Blütenformen zu züchten. Eine Kreuzung zwischen der Paeonia lactiflora und der Sorte Paeonia peregrina 'Otto Froebel' ergab beispielsweise die Hybride 'Pink Hawaiian Coral', eine halbgefüllte Hybride mit dem Laubtyp von Paeonia peregrina und duftenden Blüten von Paeonia lactiflora, die 2000 von der American Peony Society den von der Züchtervereinigung vergebenen „Gold-Award“ sowie 2009 den „Award of Landscape Merit“ bekommen hat.